# Morty Corb
Mortimer G. „Morty“ Corb (* 10. April 1917 in San Antonio; † 13. Januar 1996 in Las Vegas) war ein US-amerikanischer Jazz- und Studiomusiker (Bass).

## Leben und Wirken
Corb begann mit sechs Jahren Ukulele zu spielen, bevor er sich autodidaktisch mit Gitarre und Kontrabass beschäftigte. Mit 17 Jahren fing er an, als professioneller Musiker in Tanzbands seiner Heimatstadt aufzutreten, später auch in Arkansas und Missouri. Den Militärdienst leistete er in einer Band der Army Air Forces ab. Nach Kriegsende zog er nach Los Angeles, wo er 1946 für Earle Spencer (auch als Arrangeur) tätig war; 1947 spielte er als Vertretung für Arvell Shaw kurz in Louis Armstrongs All-Stars Band. In den 1950er- und 1960er-Jahren arbeitete er vorrangig als Studiomusiker in Los Angeles und wirkte bei über 300 Aufnahmen mit, darunter bei The Gene Krupa Story im Orchester von Red Nichols und in Begleitbands von Anita O’Day, Bobby Darin und Johnny Mercer. Ferner trat er in den Shows von Bob und Bing Crosby auf und arbeitete außerdem im Disneyland Resort; daneben entstanden Aufnahmen mit Claude Thornhill, Jess Stacy, Merrill Moore, Heinie Beau und mit Kid Ory. Im Laufe seiner Karriere trat er mit Jack Teagarden, Bob Crosby, Ella Fitzgerald, Pearl Bailey, Pete Fountain und Nat King Cole auf. Mit eigener Band nahm er ein einziges Album unter eigenem Namen (Strictly from Dixie) auf, das 1957 erschien. Zuletzt lebte er in Studio City.